# Orfento
L'Orfento è un fiume abruzzese, affluente del fiume Orta, che a sua volta confluisce nell'Aterno-Pescara.

## Etimologia
Il significato del nome del fiume allude allo scorrere delle acque.

## Il corso del fiume
L'Orfento ha origine con due rami dal monte Pesco Falcone e scorre per 15 km scavando l'omonima valle, prima di congiungersi con l'Orta, come suo affluente.

## Idrografia e ambiente
Il letto del fiume scorre all'interno dell'omonima valle, facente parte delle riserve naturali Valle dell'Orfento I e II, comprese nel parco nazionale della Maiella, contribuendo a scavare nel corso del tempo delle vere e proprie scarpate rocciose di differenti altezze e portando alla formazione dei cosiddetti "circhi glaciali", una particolare tipologia di avvallamento. Diversificata è la fauna che popola il fiume, comprendente tra i mammiferi, la lontra, tra i pesci, la trota fario, e tra gli anfibi, specie di raganella italiana, rana appenninica, rana dalmatina, rospo, salamandra appenninica, salamandrina settentrionale e ululone dal ventre giallo.

## Comuni attraversati
- Caramanico Terme[1].